# Stachyurus retusus
Stachyurus retusus är en tvåhjärtbladig växtart som beskrevs av Y.C. Yang. Stachyurus retusus ingår i släktet Stachyurus och familjen Stachyuraceae. Inga underarter finns listade i Catalogue of Life.